# Seconda battaglia di Bedriaco
La seconda battaglia di Bedriaco fu combattuta il 24 ottobre 69 (l'anno dei quattro imperatori) tra le forze di due pretendenti al trono dell'Impero romano: Vitellio e Vespasiano. La sconfitta di Vitellio permise a Vespasiano di diventare imperatore, iniziando la dinastia dei Flavi.
(Svetonio, Vita di Vespasiano, 5.)

## Contesto storico
Vitellio era divenuto imperatore sconfiggendo il suo rivale Otone nella prima battaglia di Bedriaco (14 aprile). Le legioni che si trovavano in oriente, però, acclamarono il proprio generale Tito Flavio Vespasiano imperatore. Vespasiano era stato inviato nella regione da Nerone con un forte contingente per combattere le forze giudaiche nella prima guerra giudaica, scoppiata nel 66. Venuto a conoscenza degli eventi successivi alla morte di Nerone, Vespasiano si mise d'accordo col governatore della Siria, Gaio Licinio Muciano, e inviò una forza composta di vessillazioni delle legioni giudaiche e siriane in occidente, agli ordini di Muciano.

L'Impero romano nel 68-69.

Prima che le legioni orientali raggiungessero Roma, le legioni del confine del Danubio, poste in Rezia e Mesia, acclamarono Vespasiano imperatore: la III Gallica, VIII Augusta e VII Claudia avevano infatti inizialmente sostenuto Otone, ma non erano potute intervenire prima della sua sconfitta a Bedriaco, e avevano quindi accettato Vitellio imperatore. Quando però seppero della candidatura di Vespasiano, queste legioni abbandonarono Vitellio, convincendo persino altre due legioni, la VII Galbiana e la XIII Gemina a sostenere il generale dell'esercito orientale. La XIII aveva un'ulteriore buona ragione per avversare Vitellio, in quanto era stata sconfitta a Bedriaco e i suoi legionari erano stati messi a costruire a Cremona un anfiteatro per i due generali vitelliani vincitori, Fabio Valente e Aulo Cecina Alieno, come punizione.
Venuto a conoscenza dell'arrivo di Antonio Primo, legato della VII Galbiana che guidava l'esercito che avrebbe spianato la strada a Muciano, Vitellio gli inviò contro un esercito composto dalle legioni XXI Rapax, V Alaudae, I Italica e XXII Primigenia, più vessillazioni di altre sette legioni e truppe ausiliarie, al comando di Cecina (Valente era rimasto a Roma bloccato da una malattia).
Le prime legioni di Antonio raggiunsero Verona, ma Cecina, sebbene in superiorità numerica e nonostante gli fosse stato richiesto di attaccarle, si rifiutò di cercare battaglia. Egli aveva deciso infatti, con l'appoggio del comandante della  classis Ravennatis (la flotta di Ravenna) Lucilio Basso, di passare dalla parte di Vespasiano. Tuttavia quando rivelò le proprie intenzioni le truppe di Vitellio, ad iniziativa della V Alaudae, si rifiutarono di abbandonare il proprio imperatore ed imprigionarono Cecina. Si scelsero come capo il legato della legio V Fabio Fabullo ed il prefetto del campo Cassio Longo. Quindi decisero di muovere verso Cremona per ricongiungersi alla I Italica ed alla XXI Rapace mandate avanti da Cecina con una parte di cavalleria per occupare Cremona.
Antonio decise di attaccare battaglia prima che si riunissero a Cremona sotto capi autoritari tutte le legioni e le vessillazioni inviate da Vitellio al comando di Cecina e che giungessero in loro soccorso Valente, che si era ripreso dalla malattia ed avrebbe accelerato la marcia alla notizia della defezione di Cecina, e le truppe ausiliarie della Germania (sulla cui natura si discute, potrebbero essere ausiliari oppure il grosso delle legioni delle quali Vitellio si era portato dietro solo delle vessillazioni). Inoltre Vitellio aveva mandato a chiamare ausiliari dalla Britannia, dalla Gallia e dalla Spagna, quindi Antonio Primo si sentiva giustificato nel combattere prima dell'arrivo di Muciano, che voleva essere aspettato. Spostò in due giorni quindi il campo da Verona a Bedriaco. Giunto sul posto, trattenne le legioni e mandò a compiere razzie nel territorio di Cremona la fanteria ausiliaria, mentre con 4000 cavalieri avanzò fino ad otto miglia da Bedriaco per razziare ancora più liberamente, mentre gli esploratori agivano oltre.

## Battaglia

### Prima battaglia (giorno)
Alle undici del mattino Antonio fu avvisato del movimento ostile dell'esercito nemico e dell'avvicinamento di un'avanguardia esigua, sebbene seguita da un più nutrito esercito. Mentre pensava al da farsi, Arrio Varo, volendo farsi notare, attaccò l'avanguardia con i cavalieri più audaci e la respinse, ma non per molto, poiché l'accorrere di molte altre forze ribaltò la situazione, ed Arrio Varo fu scacciato. Antonio, conscio della situazione, dispose i suoi cavalieri lasciando nel mezzo uno spazio vuoto per accogliere i fuggiaschi e chiamò a sé le legioni e tutti gli ausiliari. Varo, tornato tra le file di Antonio, comunicò ai cavalieri rimasti con quest'ultimo il suo spavento, e molti si misero ad indietreggiare in quel territorio più adatto alla coltivazione della vite che alla ritirata di un esercito, con i suoi canali, le sue vigne ed i suoi boschi.

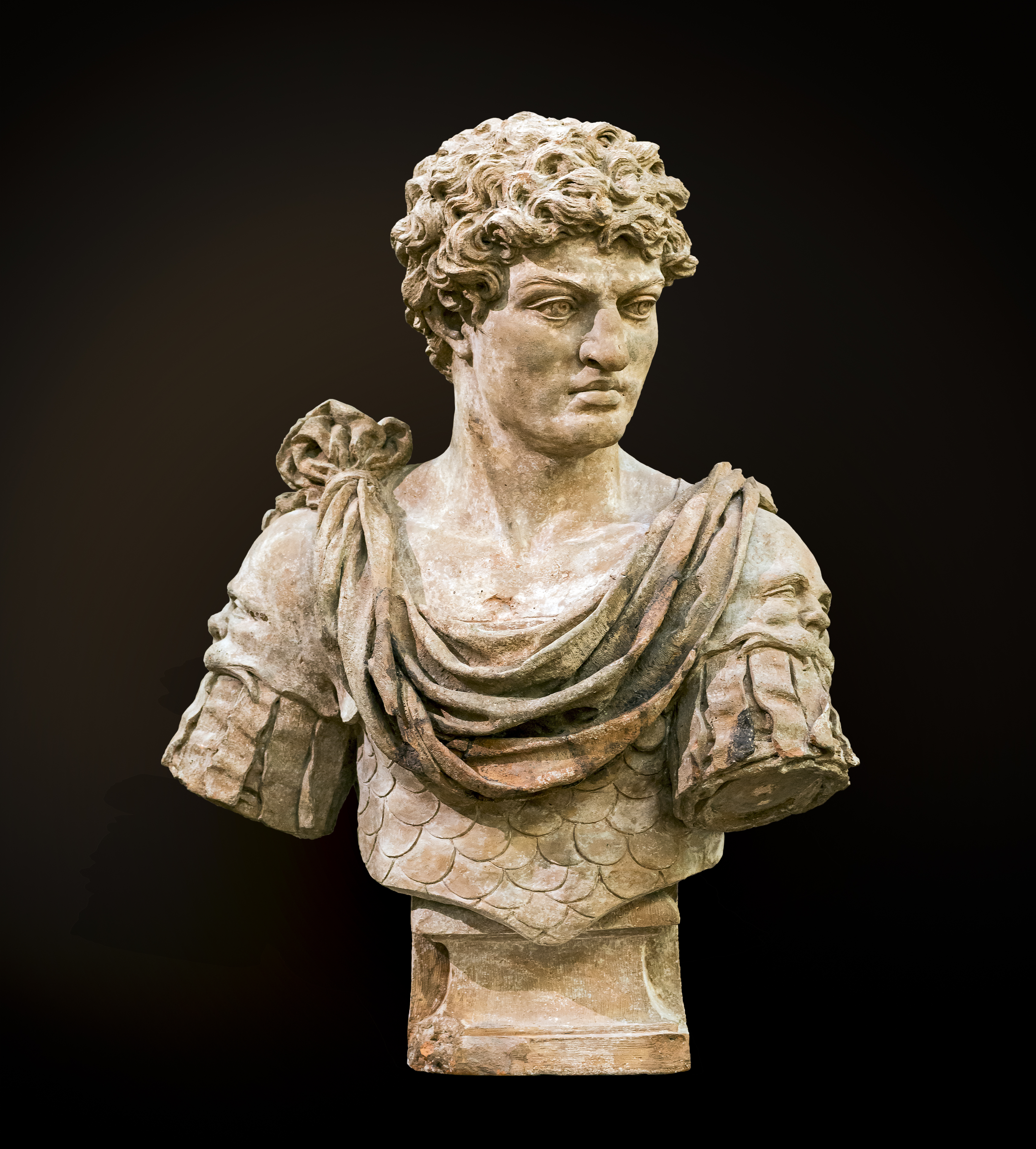
Il generale Marco Antonio Primo

Antonio, da buon comandante, richiamò svelto gli spaventati in fuga, giungendo persino a trafiggere lui stesso un portainsegna che fuggiva, per poi prendere l'insegna e rivolgerla contro i nemici; il gesto fermò circa un centinaio di cavalieri, presi da vergogna, ma non di più. Fu invece provvidenziale per Antonio Primo la presenza da quelle parti di una strada stretta e di un ripido canale con il ponte spezzato del quale i cavalieri non conoscevano la profondità e quindi non volevano attraversare. Impossibilitati nella fuga, serrarono le file al nemico che li aveva raggiunti in ordine sparso. Di nuovo le sorti si ribaltano, giacché coloro che si erano volti alla fuga, richiamati dalle grida gioiose dei compagni, tornavano unendosi alla vittoria.
La legio XXI Rapax e la I Italica si trovavano a quattro miglia da Cremona (nello stesso luogo della prima battaglia di Bedriaco), attirate dall'esito inizialmente favorevole della cavalleria, quando si videro venire incontro i fuggiaschi vitelliani, e non aprirono nello schieramento dei varchi per il loro passaggio, né mossero contro il nemico che sopraggiungeva, nonostante la stanchezza di quest'ultimo dopo aver compiuto circa otto miglia. Risentivano infatti della mancanza di un capo, la cui importanza avevano sottovalutato nella vittoria, ma che in circostanze tali rimpiangevano. La cavalleria flaviana si scagliò contro le due legioni incolonnate insieme a molti legionari che riuscivano a tenere il passo del tribuno Vipsanio Messala, della settima Claudiana, che li aveva condotti velocemente dal campo. La vicinanza delle mura di Cremona smorzò lo spirito di resistenza dei vitelliani, che vi cercarono rifugio, mentre Antonio Primo decise di interrompere la carneficina data la stanchezza dei propri uomini.

### Seconda battaglia (notte)
Sull'annottare arrivò sul luogo la maggior parte dell'esercito flaviano, che non era riuscito a raggiungere il luogo in tempo, e tutti chiesero la conquista di Cremona, o per resa o con le armi. L'intima speranza era di attaccare Cremona di notte, espugnarla facilmente, e, in quella stessa notte, di depredarla liberamente con il favore delle tenebre; con il giorno, le legioni all'interno avrebbero chiesto la resa, i soldati avrebbero guadagnato inutile clemenza ed i legati ed i prefetti si sarebbero presi le ricchezze della città.
Mentre i soldati scuotevano le armi per non dare retta ai centurioni ed ai tribuni, Antonio con la sua autorità li fece zittire ed affermò che spettava ai comandanti decidere, non ai soldati. Sarebbe stato imprudente assaltare la città di notte, al buio, con le molte possibili insidie, senza sapere come e dove fosse più opportuno attaccare le mura e soprattutto senza che si fossero portati dietro gli strumenti necessari. Manda dunque portatori, vivandieri e parte della cavalleria a prendere l'occorrente al campo. Se in un primo momento i soldati non accettarono quanto detto e giunsero quasi alla ribellione, non appena alcuni cavalieri ebbero catturato alcuni abitanti di Cremona che affermavano la vicinanza di sei legioni vitelliane che avevano percorso quel giorno 30 miglia e si preparavano alla battaglia, la paura li rese obbedienti.
Antonio Primo dispose le legioni per affrontare quelle nemiche quella notte stessa. Sulla via Postumia, al centro, pose la legione XIII Gemina, con a sinistra prima la VII Galbiana, sulla rasa pianura, e poi la VII Claudiana, protetta da un fossato già presente. A destra invece c'erano prima l'VIII Augusta, lungo un sentiero scoperto, e poi la III Gallica, riparata dagli arbusti. Questo quantomeno fu l'ordine delle aquile e delle insegne, i soldati invece al buio si posizionarono in ordine sparso. Infine il distaccamento dei pretoriani era vicino alla legione terza e la fanteria ausiliaria alle ali, mentre la cavalleria era ai fianchi e dietro lo schieramento. I principi Svevi Sidone ed Italico, con i loro migliori sudditi, si trovavano in prima linea.
Intanto l'esercito Vitelliano, che avrebbe invece dovuto riposarsi a Cremona per poi sconfiggere la mattina un esercito sfinito dal freddo, dalla stanchezza e dalla fame, non avendo un capo, attaccò battaglia contro il nemico pronto ed ordinato verso le nove di sera. Le schiere erano disordinate per il buio e la furia dell'esercito, ma si tramanda che tenessero il centro la V Alaudae, la XV Primigenia, con le vessillazioni della IX, della II e della XX Valeria Victrix, l'ala destra la IIII Macedonica e l'ala sinistra la XVI Gallica, la XXII Primigenia e la I Germanica. La XXI Rapax e la I Italica, che non avevano più potuto riorganizzarsi, si frammischiarono a tutti i manipoli, mentre cavalieri ed ausiliari si posizionavano come volevano.
La battaglia fu confusa e funesta ora a questi ed ora a quelli. A nulla servivano il coraggio o la forza fisica, né gli occhi, poiché si era al buio. La parola d'ordine della battaglia, domandata continuamente, era saputa da tutti, e le insegne si confondevano.
Più di tutti era in difficoltà la legio VII Galbiana, posizionata su un tratto di pianura spianata ed arruolata da Galba di recente. Le morirono sei centurioni della prima coorte, e le furono prese alcune insegne; l'aquila fu salvata dal primipilo Atilio Vero che per questa uccise molti nemici e morì.
Antonio in questa situazione fece avanzare i pretoriani a sostegno della legione VII, a cui diedero man forte facendo indietreggiare il nemico, per poi essere tuttavia a loro volta ricacciati, poiché i Vitelliani avevano posizionato le loro macchine da lancio sull'argine della strada per poter vibrare i colpi in un luogo aperto, mentre in un primo tempo i proiettili avevano colpito più gli alberi che i nemici. Due soldati, probabilmente pretoriani, ma avendo preso gli scudi da un mucchio di cadaveri erano irriconoscibili, riuscirono al costo della vita a recidere i nervi (corde) all'enorme balista della legione XV, che lanciava grandi massi sullo schieramento nemico.
La vittoria non volgeva in favore di nessuno, finché non spuntò la luna a notte inoltrata, con la sua luce ingannatrice, favorevole ai Flaviani, ma sfavorevole ai Vitelliani. I Flaviani infatti l'avevano alle spalle, quindi le loro ombre si allungavano ed i nemici, cercando di colpire le ombre, sbagliavano il bersaglio; i Vitelliani invece erano illuminati di fronte, ed erano quindi esposti a coloro che li colpivano nell'ombra.
Antonio passò di legione in legione ad incitarli ad un più duro combattimento, accanendosi poi sui pretoriani, che erano stati congedati con ignominia da parte di Vitellio e che avevano avuto modo di riprendere le armi solo grazie alla guerra portata avanti da Vespasiano. Per loro una sconfitta avrebbe significato la morte. Ad un tratto insieme al sole sorse un grande clamore: la legione III, della schiera flaviana, salutava il sole all'uso della Siria, nella quale aveva prestato servizio. Si diffuse la voce, forse grazie all'ingegno di Antonio, che la legio III stesse salutando le legioni di Muciano, giunte in soccorso. I Flaviani, incoraggiati, avanzavano; i Vitelliani, intimoriti, si sfaldavano, e quando Antonio se ne accorse, ordinò di procedere a ranghi serrati a far cedere definitivamente la linea nemica. Ne seguì una grande strage: per la mancanza di comandanti ed il terreno sfavorevole a tal fine, i vitelliani non riuscirono a ricomporsi. Durante la strage, i pianti e le suppliche di un figlio, della legio VII Galbiana ai mani paterni di non rinnegarlo quale parricida dopo l'uccisione del padre nella XXI Rapax non placarono la strage stessa, sebbene un moto di pietà e di odio verso la guerra civile avesse percorso le file dei soldati dopo questo fatto.

## Conseguenze
I soldati, spinti dall'inseguimento, raggiunsero Cremona e la assediarono, iniziando subito l'assalto nonostante la stanchezza di due giorni di combattimento. Occupato le fortificazioni costruite attorno alla città per proteggere le legioni accampate sotto le mura, si procedette all'attacco contro la parte della città protetta dalla cinta muraria. All'interno, gli assediati di più alto rango, temendo per la loro vita, preferirono arrendersi subito a Vespasiano e liberarono Cecina; quindi tutti uscirono dalla città disarmati. Dopo la resa, i soldati flaviani, volendo comunque depredare la città, pur non essendosi espresso Antonio contro la città, mentre egli si era recato alle terme la incendiarono e vi compirono ogni sorta di nefandezza.
In seguito il terreno ammorbato dal sangue e dai cadaveri non permise di tenere il campo sulle rovine della città a lungo, quindi si allontanarono di quattro miglia, raccolgono i Vitelliani terrorizzati, li riordinarono nelle loro insegne ed inviarono le legioni nell'Illirico, da dove provenivano le legioni vincitrici. Furono inviati messi in Britannia e nelle Spagne, un tribuno eduo ed un prefetto di coorte dei Treviri, entrambi vitelliani, furono inviati come testimoni rispettivamente in Gallia ed in Germania. I valichi delle Alpi furono quindi presidiati, per timore che la Germania si armasse in favore di Vitellio.
In definitiva la vittoria a Bedriaco, dove sei mesi prima era stata decretata l'ascesa al trono di Vitellio, permise a Vespasiano di divenire imperatore. In seguito Antonio, infatti, avanzò su Roma, dove prese prigioniero Vitellio, che fu qualche tempo dopo ucciso.